# Håkan Berggren
Håkan Berggren (* 7. Juni 1936 in Örebro, Örebro län; † August 2017 in Stockholm) war ein schwedischer Historiker und Diplomat, der unter anderem zwischen 1983 und 1985 Botschafter in Singapur und zugleich von 1984 bis 1985 in Brunei, zwischen 1989 und 1995 Botschafter in Kanada und zugleich auf den Bahamas sowie zuletzt von 1996 bis 2000 Botschafter in Dänemark war.

## Leben
Håkan Berggren, Sohn des Rechtsanwalts Arvid Berggren und der Studiendirektorin Greta Sandsten, begann nach dem Abitur (Studentexamen) ein Studium der Geschichte an der Universität Uppsala, welches er 1958 als Filosofie kandidat beendete. Im Anschluss nahm er zwischen 1959 und 1966 eine Forschungs- und Lehrtätigkeit an der Universität Uppsala auf und schloss ein dortiges postgraduales Studium 1963 mit einem Filosofie licentiat ab. Während des Studiums engagierte er sich zwischen 1960 und 1962 außerdem als Vorstandsmitglied der Schwedischen Vereinigten Studentenvereinigungen SFS (Sveriges förenade studentkårer) und übernahm zwischen 1965 und 1966 eine Gastprofessur an der University of Wisconsin–Madison. Er trat 1966 als Ministerialsekretär (Departementssekreterare) in den Dienst des Außenministeriums (Utenriksdepartementet) und war zwischen 1968 und 1973 Direktor und Chef des Swedish Information Service in New York City, ehe er nach seiner Rückkehr von 1973 bis 1976 zunächst Bürochef von Konsumentverket (KOV) war, eine zum Finanzministerium gehörende eine staatliche Verwaltungsbehörde für Verbraucherangelegenheiten. Daneben arbeitete er an verschiedenen staatlichen Untersuchungen wie zur Verteidigungswirtschaft mit. 1970 wurde er Ehrenmitglied des 1853 gegründeten Männerchors Orphei Drängar. 1976 kehrte er als Kanzleirat (Kansliråd) ins Außenministerium zurück und war im Anschluss von 1977 bis 1980 Botschaftsrat (Ambassadråd) an der Botschaft in Indien. Daraufhin wurde er 1980 Geschäftsträger (Chargé d’affaires) der Botschaft in Singapur und wurde als solcher 1982 auch zum Gesandten (Minister) ernannt. Des Weiteren arbeitete er von 1982 bis 1990 am Projekt „Sweteck“ der Universität Linköping mit.
1983 wurde Berggren als Nachfolger von Axel Edelstam schließlich selbst Botschafter in Singapur und war zugleich von 1984 bis zu seiner Ablösung durch Arnold Willén 1985 auch als Botschafter in Brunei akkreditiert. 1984 wurde er zudem Ehrenmitglied der Södermanlands-Nerikes nation SNERIKES, eine von dreizehn Studentennationen an der Universität Uppsala. Nach seiner Rückkehr fungierte er zwischen 1985 und 1989 als Leiter der Verwaltungsabteilung und Expeditionschef des Außenministeriums, wodurch er unter anderem dafür verantwortlich war, dass die Verwaltungsangelegenheiten des Ministeriums rechtmäßig, konsequent und einheitlich behandelt werden. Er war von 1986 und 1989 außerdem Vorstandsmitglied des Zentrums für pazifische Asienstudien CPAS (Centrum för Stillahavsasienstudier) der Universität Stockholm.
Håkan Berggren löste 1989 Ola Ullsten als Botschafter in Kanada mit Amtssitz in Ottawa ab und war bis zu seiner Ablösung durch Jan Ståhl 1995 zugleich als Botschafter auf den Bahamas akkreditiert. Während seiner Zeit als Botschafter in Kanada verlieh ihm die York University in Toronto 1994 einen Ehrendoktor der Philosophie sowie die Carleton University in Ottawa 1995 einen Doktor der Rechtswissenschaften. Nach seiner Rückkehr war er von 1995 bis 1996 Generalsekretär der Ministerpräsidenten-Konferenz für die Baltischen Staaten und übernahm daraufhin 1996 von Carl-Johan Groth das Amt als Botschafter in Dänemark ab. Er bekleidete diese Funktion mit Amtssitz in Kopenhagen bis zu seinem Eintritt in den Ruhestand 2000, woraufhin Carl-Magnus Hyltenius seine dortige Nachfolge antrat. Daneben wurde er 1996 Vorstandsmitglied des Schwedischen Instituts SI (Svenska institutet), eine Behörde mit der Aufgabe, mit Unterstützung der schwedischen Botschaften und Generalkonsulate Wissen über Schweden im Ausland zu vermitteln und den Austausch mit anderen Ländern auf den Gebieten Kultur, Forschung und Gesellschaft zu fördern und damit schwedische Interessen zu unterstützen. Er wurde ferner 1996 Korrespondierendes Mitglied der Königlichen Militärischen Gesellschaft KÖMS (Kungliga Örlogsmannasällskapet), zwischen 1998 und 2004 stellvertretender Vorstandsvorsitzender der neu gegründeten Hochschule Malmö (Malmö högskola), der heutigen Universität Malmö, sowie 1998 ebenfalls Vorsitzender des Zentrums für dänische Studien (Centrum för Danmarksstudier) der Universität Lund.
Berggren war zwei Mal verheiratet. In erster Ehe heiratete er Anne Marie Ljungström (* 1936) sowie 1977 Marianne Wangemann (* 1944), Tochter des Bauingenieurs Börje Wagemann und Karin Widberg. Aus dieser Ehe gingen die drei Söhne Henrik, Andreas und Johan hervor.

## Veröffentlichungen
- Liberal Socialpolitik 1853–1884, („Liberale Sozialpolitik 1853–1884“), Mitautor G. B. Nilsson, 1965
- Förenta Staternas historia, („Geschichte der Vereinigten Staaten“), 1966, Neuauflage 1968
- En okänd värld. Malay-kulturen och ASEAN, („Eine unbekannte Welt. Malaiische Kultur und ASEAN“), 1990